# La Maison de la mort (nouvelle)
La Maison de la mort (The House of Lurking Death), parfois titrée La Maison de la mort qui rôde, est une nouvelle policière d'Agatha Christie mettant en scène les personnages de Tommy et Tuppence Beresford.
Initialement publiée le 5 novembre 1924 dans la revue The Sketch au Royaume-Uni, cette nouvelle a été reprise en recueil en 1929 dans Partners in Crime au Royaume-Uni et aux États-Unis. Elle a été publiée pour la première fois en France dans le recueil Le crime est notre affaire en 1972.
Dans le recueil Le crime est notre affaire, Agatha Christie imite le style des enquêteurs créés par les auteurs de policiers en vogue à cette époque. Dans cette nouvelle, elle parodie l'inspecteur français Gabriel Hanaud de la Sûreté (représenté par Tommy) et son comparse Ricardo (représenté par Tuppence) créés par A.E.W. Mason,.

## Publications
Avant la publication dans un recueil, la nouvelle avait fait l'objet de publications dans des revues :
- le 5 novembre 1924, au Royaume-Uni, dans le no 1658 (vol. 128) de la revue The Sketch[3],[4] ;
- en décembre 1969, aux États-Unis, dans le no 313 (no 6, vol. 54) de la revue Ellery Queen's Mystery Magazine[5].

La nouvelle a ensuite fait partie de nombreux recueils :
- en 1929, au Royaume-Uni, dans Partners in Crime[3] (avec 14 autres nouvelles) ;
- en 1929, aux États-Unis, dans Partners in Crime[3] (avec 14 autres nouvelles) ;
- en 1972, en France, dans Le crime est notre affaire (adaptation des recueils de 1929).

## Adaptations
- 1953 : The House of Lurking Death, feuilleton radiophonique de la série Partners in Crime, avec Richard Attenborough et Sheila Sim donnant leurs voix aux Beresford ;
- 1983 : La Mort à domicile (The House of Lurking Death), téléfilm de la série britannique Le crime est notre affaire d'ITV (épisode 3), avec Francesca Annis et James Warwick dans les rôles des Beresford.